# 村野晃一
村野 晃一（むらの こういち、1937年9月30日 - ）は、日本の経営者。セイコーホールディングス（現在のセイコーグループ）9代目社長を務めた。父は詩人の村野四郎。

## 経歴
東京都出身。1960年に慶應義塾大学経済学部を卒業し、同年に服部時計店（現在のセイコーグループ）に入社。。1985年に取締役に就任し、1989年に常務、1995年6月に専務、1997年6月に副社長を経て、2001年6月に社長に就任。2010年4月に社長を解任され、取締役に退いた。解任理由について服部真二新社長は、大株主の服部礼次郎と、その元秘書で腹心だった鵜浦典子取締役の意向に逆らえず、独断的な経営に陥って合理的な判断ができなかったと説明した。

## 著書
- 『飢えた孔雀 父、村野四郎』(慶応義塾大学出版会、2000年)